# Roland (imię)
Roland – imię męskie, prawdopodobnie pochodzenia francuskiego. Może także wywodzić się ze pragermańskiego, co oznaczałoby wówczas: 'sławny w kraju', 'bohater narodowy'.  Najwcześniejszą postacią tego imienia było Hrodland. Imię to nosił bohater Pieśni o Rolandzie. Włoską formą imienia Roland jest Orlando. Orlando jest bohaterem epopei Ludwika Ariosto, pt. Orlando furioso (Orland szalony), przełożonej przez Piotra Kochanowskiego (zm. 1620).
W Polsce notowane od XIII w., również jako Lorand, Lorant, Lurand, Lurant, Rolant, Rorand, Ruland, Rulant, Rurant.
Zdrobnienia: Rolandek, Rolandzik.
Obce formy: Roland, Rollin (ang.), Roland, Ruland (niem.), Rolland, Roland (fr.), Rolando, Roldán (hiszp.), Rolando, Orlando, Roland (wł.), Rolan, Rolando, Orland (połud.-słow).
Roland imieniny obchodzi: 15 września, jako wspomnienie bł. Rolanda Medyceusza; można również spotkać datę 9 sierpnia.

## Wybrane osoby o imieniu Roland
- Hrabia Roland – rycerz Karola Wielkiego, główny bohater „Pieśni o Rolandzie”
- Roland Barthes – francuski krytyk literacki i pisarz
- Roland Napoleon Bonaparte – francuski geograf
- Roland Boyes – polityk brytyjskiej Partii Pracy, eurodeputowany
- Orlando (Roland) de Lassus – holenderski kompozytor późnego renesansu
- Roland Dembończyk – polski trener siatkówki
- Roland Deschain – bohater cyklu „Mroczna Wieża” Stephena Kinga
- Roland Ducke – niemiecki piłkarz, reprezentant NRD
- Roland Emmerich – niemiecki producent filmowy, reżyser oraz scenarzysta.
- Roland Freisler – członek NSDAP, przewodniczący Trybunału Ludowego
- Roland Garros – francuski pilot
- Roland Grapow – niemiecki gitarzysta heavymetalowy
- Roland Joffé – angielski reżyser filmowy i telewizyjny, producent
- Roland Linz – austriacki piłkarz
- Roland Orlik – polski skrzypek
- Roland Orzabal – brytyjski piosenkarz, współzałożyciel Tears for Fears
- Roland Pantoła – twórca gier komputerowych
- Roland E. Philipps – jeden z twórców skautingu
- Roland Rainer – austriacki architekt
- Roland Ratzenberger – austriacki kierowca wyścigowy
- Roland Topor – francuski artysta polskiego pochodzenia
- Roland Weisselberg – niemiecki pastor luterański